# Rhynchothalestris agigensis
Rhynchothalestris agigensis is een eenoogkreeftjessoort uit de familie van de Rhynchothalestridae. De wetenschappelijke naam van de soort is voor het eerst geldig gepubliceerd in 1953 door Chappuis & Serban.